# Национальная ассоциация губернаторов

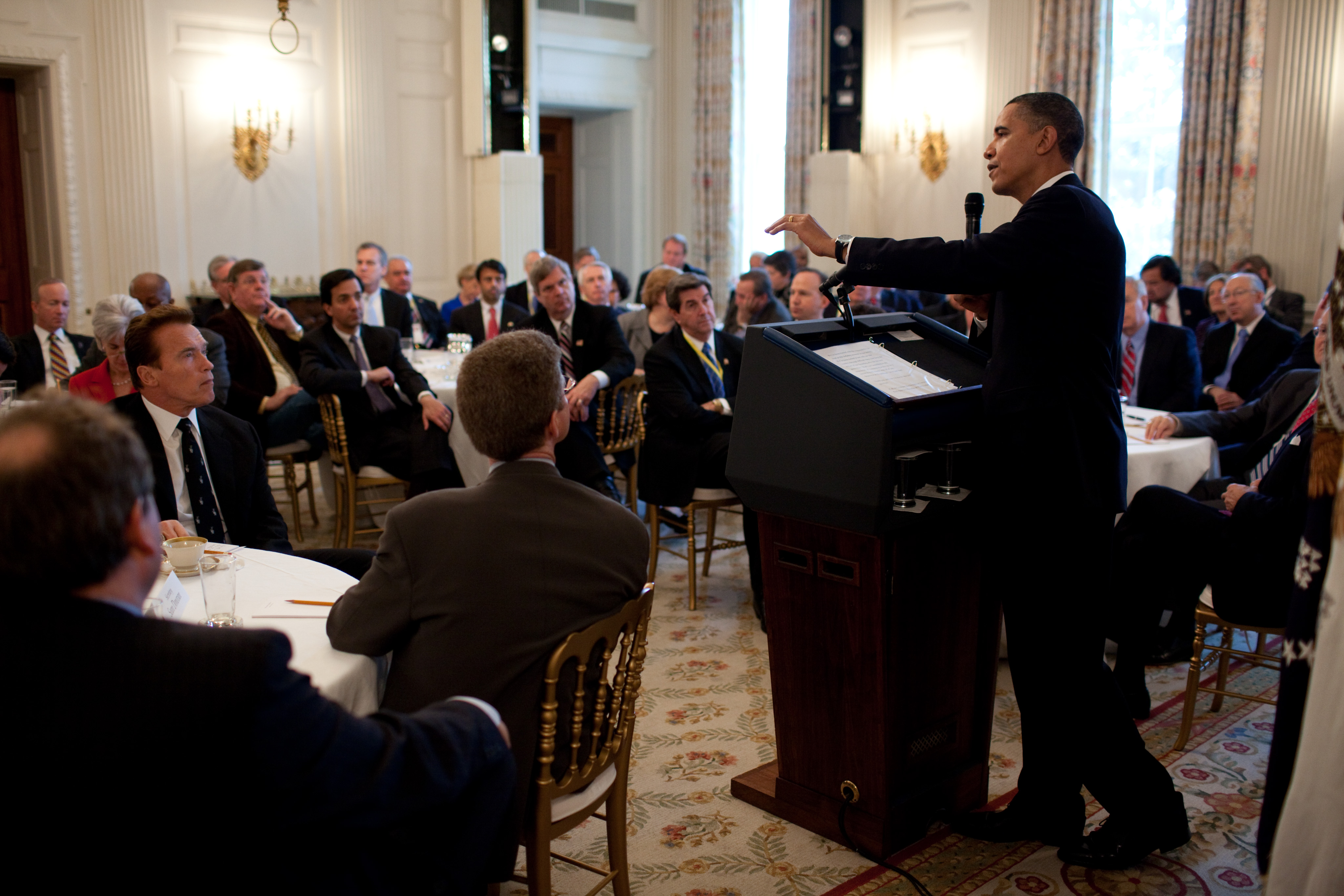
Барак Обама отвечает на вопросы членов ассоциации (22 февраля 2010)

Национальная ассоциация губернаторов (англ. National Governors Association, NGA) — организация, членами которой являются губернаторы штатов и территорий Соединённых Штатов Америки. Ассоциация является коллективным представителем губернаторов перед федеральными властями в вопросах национальной политики, а также позволяет губернаторам обмениваться передовым опытом и координировать инициативы между штатами.
Организация была основана в 1908 году в ходе Национальной конференции губернаторов (англ. National Governors Conference).
Выпускает еженедельник Governors' Bulletin, выходящее два раза в год издание Policy Positions, ежегодник Governors of American States, Commonwealths, Territories.

## История
В 1907 году комиссия по внутренним водным путям признала необходимым проведение конференции губернаторов для обмена взглядами между федеральными властями и властями штатов на проблему использования и управления природными ресурсами в эру прогрессивизма. Ассоциация представляет интересы губернаторов пятидесяти штатов и пяти территорий США: Американского Самоа, Гуама, Северных Марианских Островов, Пуэрто-Рико и Американских Виргинских Островов. Финансирование деятельности ассоциации осуществляется в основном за счет пошлин штатов, федеральных грантов, контрактов, а также частных инвестиций.
Ассоциация служит связующим звеном в государственной политике между федеральным правительством и правительствами штатов. Организация предоставляет губернаторам и ключевым фигурам штатов услуги широкого спектра, варьирующиеся от представительства штата на Капитолийском холме в Вашингтоне и в Белом доме при обсуждении проблем федеральной значимости до разработки отчётов политики в отношении программ штатов и хостинга сетевых семинаров для представителей исполнительной власти штатов. Центр передового опыта ассоциации фокусируется на инновациях и передаче опыта в решении широкого спектра задач, от проблем образования и здравоохранения до проблем технологии, социального обеспечения и окружающей среды. Ассоциация также предоставляет помощь в управлении и технических аспектах новым губернаторам, а также лицам, исполняющим обязанности губернатора.
В 1977 году ассоциация приняла правило, сохраняющееся по сей день: председательский пост в ассоциации один год занимают представители республиканской партии, а другой — представители демократической. Таким образом ни одна партия не удерживает пост два года подряд. Заместитель председателя, как правило, выбирается из оппозиционной председателю партии и является наиболее вероятным преемником председателя на следующий год. В данный момент председателем партии является губернатор Юты Гэри Герберт, республиканец, а заместителем — Терри Маколифф, губернатор Виргинии, демократ.
Билл Клинтон является единственным председателем ассоциации, ставшим впоследствии Президентом США.

## Список председателей ассоциации
- 2015—2016 Гэри Герберт, Юта, R
- 2014—2015 Джон Хикенлупер, Колорадо, D
- 2013—2014 Мэри Феллин, Оклахома, R
- 2012—2013 Джек Маркелл, Делавэр, D
- 2011—2012 Дейв Хейнеман, Небраска, R
- 2010—2011 Кристин Грегуар, Вашингтон, D
- 2010 Джо Мэнчин, Западная Виргиния, D
- 2009—2010 Джим Дуглас, Вермонт, R
- 2008—2009 Эд Ренделл, Пенсильвания, D
- 2007—2008 Тим Поленти, Миннесота, R
- 2006—2007 Джанет Наполитано, Аризона, D (первая женщина-председатель)
- 2005—2006 Майк Хакаби, Арканзас, R
- 2004—2005 Марк Уорнер, Виргиния, D
- 2003—2004 Дирк Кемпторн, Айдахо, R
- 2002—2003 Пол Паттон[англ.], Кентукки, D
- 2001—2002 Джон Энглер, Мичиган, R
- 2000—2001 Пэррис Гленденинг[англ.], Мэриленд, D
- 1999—1900 Майк Ливитт, Юта, R
- 1998—1999 Томас Карпер, Делавэр, D
- 1997—1998 Джордж Войнович, Огайо, R
- 1996—1997 Боб Миллер, Невада, D
- 1995—1996 Томми Томпсон, Висконсин, R
- 1994—1995 Дин Говард, Вермонт, D
- 1993—1994 Кэрролл Кемпбелл, Южная Каролина, R
- 1992—1993 Рой Ромер, Колорадо, D
- 1991—1992 Джон Эшкрофт, Миссури, R
- 1990—1991 Бут Гарднер[англ.], Вашингтон, D
- 1989—1990 Терри Бранстед, Айова, R
- 1988—1989 Джеральд Бейлайлс[англ.], Виргиния, D
- 1987—1988 Джон Сунуну, Нью-Гэмпшир, R
- 1986—1987 Билл Клинтон, Арканзас, D (единственный председатель, ставший Президентом США)
- 1985—1986 Ламар Александер, Теннесси, R
- 1984—1985 Джон Карлин[англ.], Канзас, D
- 1983—1984 Джеймс Томпсон[англ.], Иллинойс, R
- 1982—1983 Скотт Матесон[англ.], Юта, D
- 1981—1982 Ричард Снеллинг[англ.], Вермонт, R
- 1980—1981 Джордж Басби[англ.], Джорджия, D
- 1979—1980 Отис Боуэн[англ.], Индиана, R
- 1978—1979 Джулиан Кэрролл, Кентукки, D
- 1977—1978 Уильям Милликен, Мичиган, R
- 1977 Ройбин Эскью[англ.], Флорида, D
- 1976—1977 Сесил Эндрюс, Айдахо, D
- 1975—1976 Роберт Рэй, Айова, R
- 1974—1975 Калвин Ремптон[англ.], Юта, D
- 1973—1974 Дэниел Эванс, Вашингтон, R
- 1972—1973 Марвин Мандел[англ.], Мэриленд, D
- 1971—1972 Арч Мур, Западная Виргиния, R
- 1970—1971 Уорен Хирнес[англ.], Миссури, D
- 1969—1970 Джон Лав[англ.], Колорадо, R
- 1968—1969 Бьюфорд Эллингтон[англ.], Теннесси, D
- 1967—1968 Джон Вольпе, Массачусетс, R
- 1966—1967 Уильям Гай[англ.], Северная Дакота, D-NPL
- 1965—1966 Джон Рид, Мэн, R
- 1964—1965 Грант Сойер, Невада, D
- 1963—1964 Джон Андерсон[англ.], Канзас, R
- 1962—1963 Альберт Розеллини[англ.], Вашингтон, D
- 1961—1962 Уэсли Пауэлл[англ.], Нью-Гэмпшир, R
- 1960—1961 Стивен Лусид Роберт Макниколс[англ.], Колорадо, D
- 1959—1960 Джеймс Боггс, Делавэр, R
- 1958—1959 Лирой Коллинз[англ.], Флорида, D
- 1957—1958 Уильям Стрэттон[англ.], Иллинойс, R
- 1956—1957 Томас Стэнли[англ.], Виргиния, D
- 1955—1956 Артур Лэнгли[англ.], Вашингтон, R
- 1954—1955 Роберт Кеннон[англ.], Луизиана, D
- 1953—1954 Дэниел Торнтон[англ.], Колорадо, R
- 1952—1953 Аллан Шиверс, Техас, D
- 1951—1952 Вэл Петерсон[англ.], Небраска, R
- 1950—1951 Фрэнк Джон Лош[англ.], Огайо, D
- 1949—1950 Фрэнк Карлсон, Канзас, R
- 1949 Уильям Лейн[англ.], Мэриленд, D
- 1948 Лестер Хант[англ.], Вайоминг, D
- 1947—1948 Хорас Хилдрет, Мэн, R
- 1946—1947 Миллард Колдуэлл[англ.], Флорида, D
- 1945—1946 Эдвард Мартин[англ.], Пенсильвания, R
- 1944—1945 Герберт Моу[англ.], Юта, D
- 1943—1944 Леверетт Солтонстолл[англ.], Массачусетс, R
- 1942—1943 Герберт О’Конор[англ.], Мэриленд, D
- 1941—1942 Гарольд Стассен, Миннесота, R
- 1940—1941 Уильям Вандербилд, Род-Айленд, R
- 1939—1940 Ллойд Старк[англ.], Миссури, D
- 1937—1939 Роберт Кокран, Небраска, D
- 1936—1937 Джордж Пири[англ.], Виргиния, D
- 1934—1936 Пол Макнатт[англ.], Индиана, D
- 1933—1934 Джеймс Рольф, Калифорния, R
- 1932—1933 Джон Поллард[англ.], Виргиния, D
- 1930—1932 Норман Кейс[англ.], Род-Айленд, R
- 1928—1930 Джордж Дерн, Юта, D
- 1927—1928 Адам Макмаллен, Небраска, R
- 1925—1927 Оуэн Брюстер[англ.], Мэн, R
- 1924—1925 Элберт Тринкл[англ.], Виргиния, D
- 1922—1924 Ченнинг Кокс[англ.], Массачусетс, R
- 1919—1922 Уильям Спраул[англ.], Пенсильвания, R
- 1919 Генри Аллен[англ.], Канзас, R
- 1918 Эмерсон Харрингтон[англ.], Мэриленд, D
- 1916—1917 Артур Кэппер[англ.], Канзас, R
- 1915—1916 Уильям Спрай[англ.], Юта, R
- 1914—1915 Дэвид Уолш[англ.], Массачусетс, D
- 1911—1914 Френсис Макгаверн[англ.], Висконсин, R
- 1910 Август Уилсон[англ.], Кентукки, R